# Патуанелли, Стефано
Стефано Патуанелли (итал. Stefano Patuanelli; род. 8 июня 1974, Триест) — итальянский политик, лидер фракции Движения пяти звёзд в Сенате Италии (2018—2019), министр экономического развития (2019—2021). Министр сельского хозяйства (2021—2022).

## Биография
Получил высшее образование по специальности «инженер-строитель», до 2004 года занимался своей профессией. В 2005 году стал соучредителем группы поддержки Беппе Грилло в Триесте, с 2011 по 2016 год представлял в коммунальном совете Триеста Движение пяти звёзд.
В 2009—2011 годах состоял членом совета и казначеем Ордена инженеров провинции Триест.
В марте 2018 года избран в Сенат Италии, вошёл в Специальную комиссию для проверки срочных нормативных актов, представленных в парламент правительством.
5 июня 2018 года избран председателем фракции Пяти звёзд в Сенате, сменив Данило Тонинелли, получившего портфель министра инфраструктуры и транспорта в правительстве Конте, 6 июня вступил в должность.
4 сентября 2019 года при формировании второго правительства Джузеппе Конте получил портфель министра экономического развития, а
5 сентября в составе нового кабинета принёс присягу и вступил в должность.
13 февраля 2021 года принесло присягу правительство Драги, в котором Патуанелли получил портфель министра сельского хозяйства.
22 октября 2022 года было сформировано правительство Мелони, в котором Патуанелли не получил никакого назначения.